# Palau Marc
El Palau Marc és un edifici situat al núm. 8 de la Rambla de Barcelona catalogat com a bé cultural d'interès local. Actualment és la seu del Departament de Cultura de la Generalitat de Catalunya.

## Història

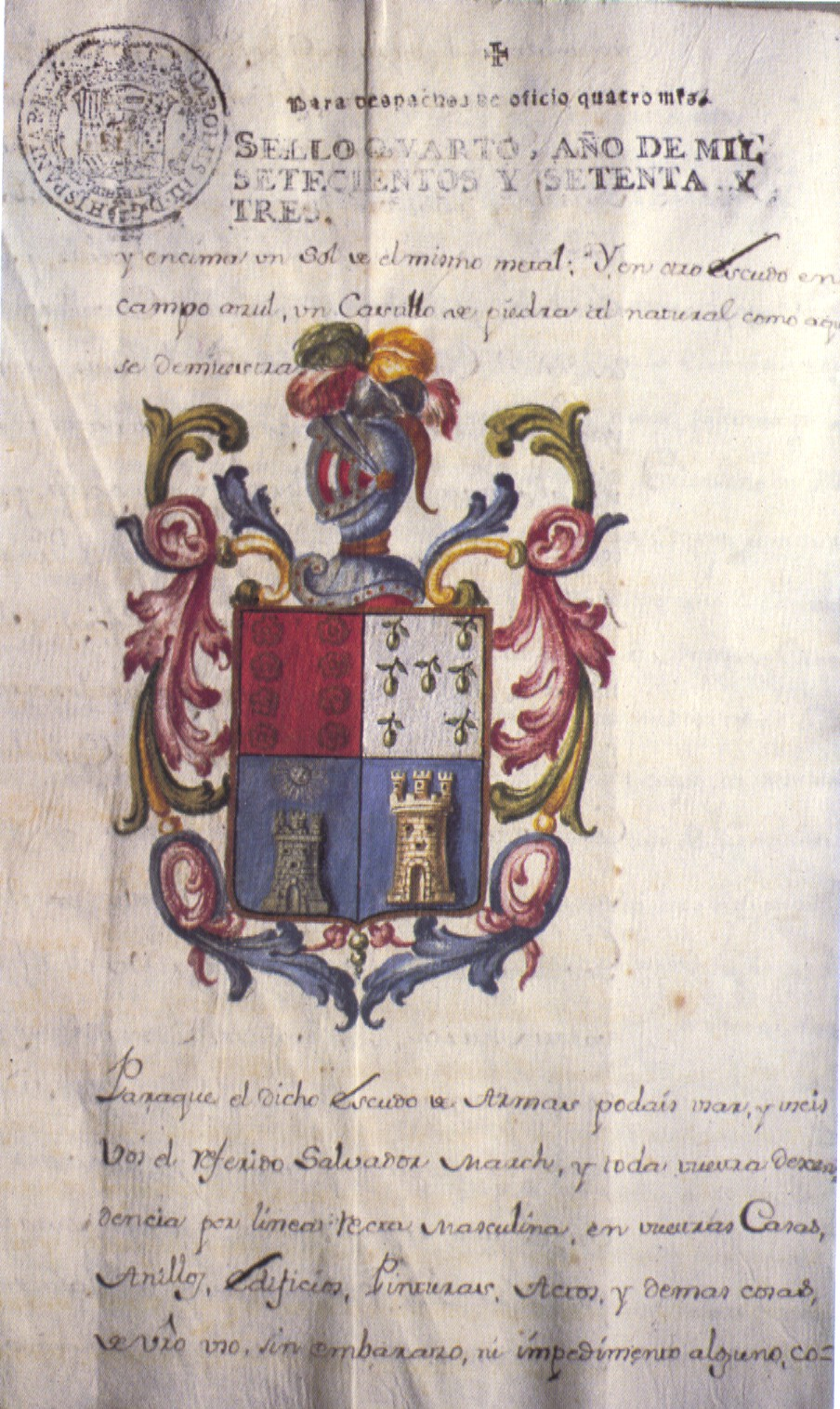
Escut nobiliari dels March, obtingut en temps del rei Carles III.

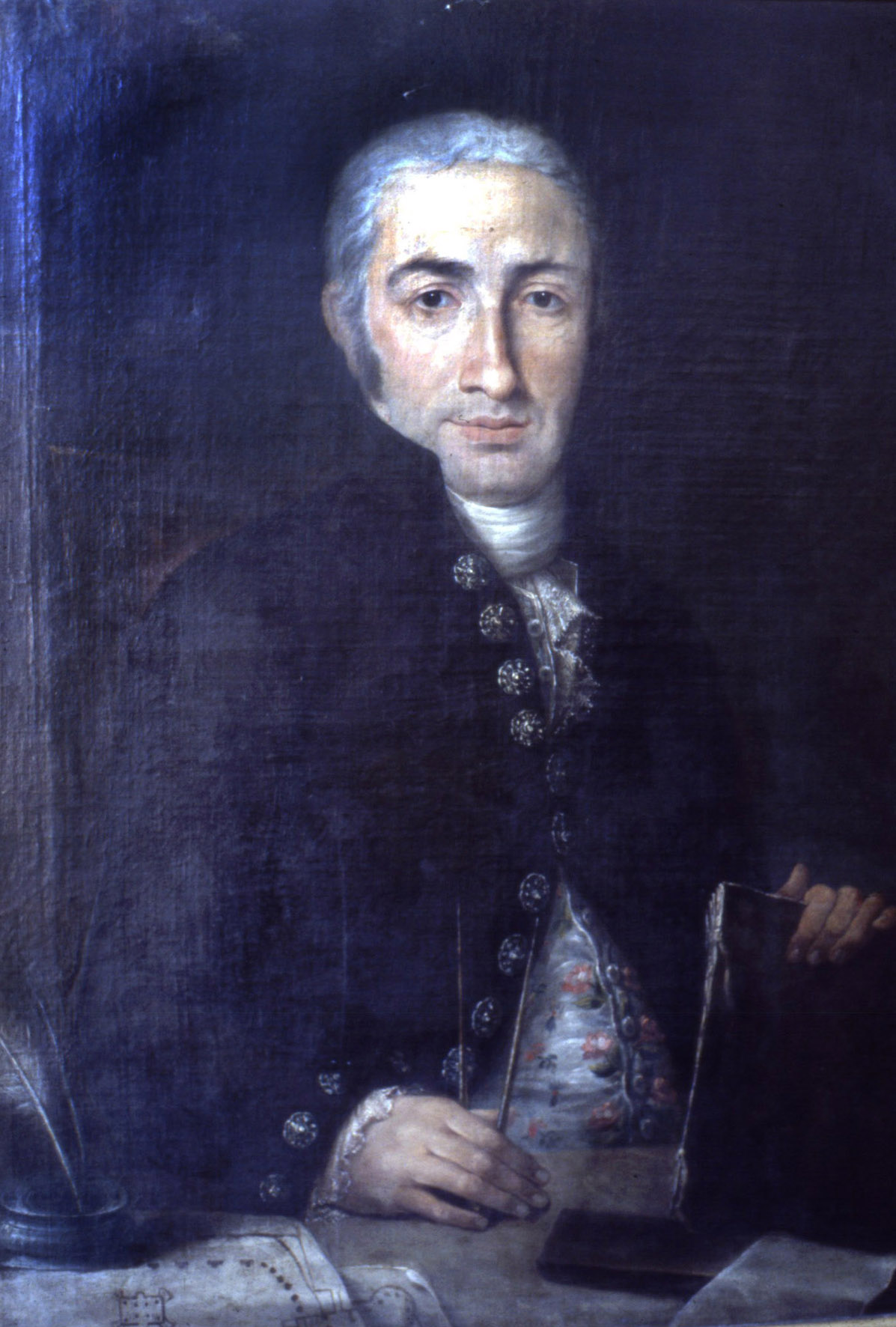
Joan Soler i Faneca. Retrat conservat a l'ETSAB.

El 12 de setembre del 1768, el comerciant reusenc Salvador de March i Bellver (1718-1787) va constituir amb el comerciant alemany Christian Andreas Tilebein (que en seria l'administrador), establert a Barcelona, una societat de comerç pel termini de 5 anys i amb un capital de 40.000 lliures barcelonines, de les quals March aportaria les 3/4 parts. El negoci prosperà amb la importació de gèneres tèxtils i l'exportació de vi i aiguardent del Camp de Tarragona i altres comarques del Prelitoral català, i l'1 de setembre del 1773 es va renovar per cinc anys més. March va invertir-ne els beneficis en la construcció d'un palau a la Rambla de Barcelona, i així, el juliol del 1775, va adquirir en emfiteusi a Eulàlia, vídua de l'hortolà Francesc Codorniu, i als seus fills Jaume, hortolà, i Pau, prevere, una parcel·la de 193 pams de façana i uns 320 de profunditat.
El mes següent, el seu fill Francesc de March i de Santgenís (1738-1815) va contractar les obres amb el mestre de cases i arquitecte Joan Soler i Faneca, recomanat als March per Tilebein, i el juny del 1776 va demanar el permís d'obres per a construir la façana del palau: «[…] que tendrá dos Pisos de alto con siete balcones en cada piso, y otras oberturas en el Plan, ó bajo con molduras, y guarda-ruedas en la Puerta prãl [...]» El 1777, Salvador de March va adquirir una altra porció de terreny als Codorniu per a eixamplar el jardí posterior, i les obres de paleta es van allargar fins al setembre del 1780, tot i que els fusters, pintors i vidriers hi van seguir treballant durant els primers mesos de l'any següent. El 1787, Francesc de March va demanar permís per a convertir un balcó del pis principal en una galeria acristallada.
El 1808, arran de la invasió napoleònica, els March van haver d'abandonar la seva residència, que fou ocupada pels militars francesos, però la recuperaren el 1814. A la mort de l'hereu Joaquim de March i de Bassols (1767-1843), el palau va passar a mans de la seva filla Josepa de March i de Bru, casada amb Josep de Miró i de Burguès.
El 1876, el seu net Ferran de Miró i d'Ortafà el va vendre per 1.025.000 pessetes (una xifra astronòmica a l'època) a Tomàs Ribalta i Serra, un indià de la Barceloneta enriquit per les seves plantacions de canya de sucre a Saguas la Grande (Cuba). L'any següent, Ribalta va comprar un solar de 216 m² entre el passatge del Comerç (actualment de la Banca) als liquidadors de la Companyia General de Crèdit El Comercio, i també va fer reformar la seva nova residència, renovant l'escala (originalment de pedra de Montjuïc) en marbre, i substituint l'escut d'armes dels March (concedit per Carles III) sobre el balcó central de la planta noble per un relleu amb al·legories al treball, l'agricultura, el comerç, la indústria i la navegació (representada per la popa d'un vaixell amb les inicials TR i la inscripció «Rosalia»).

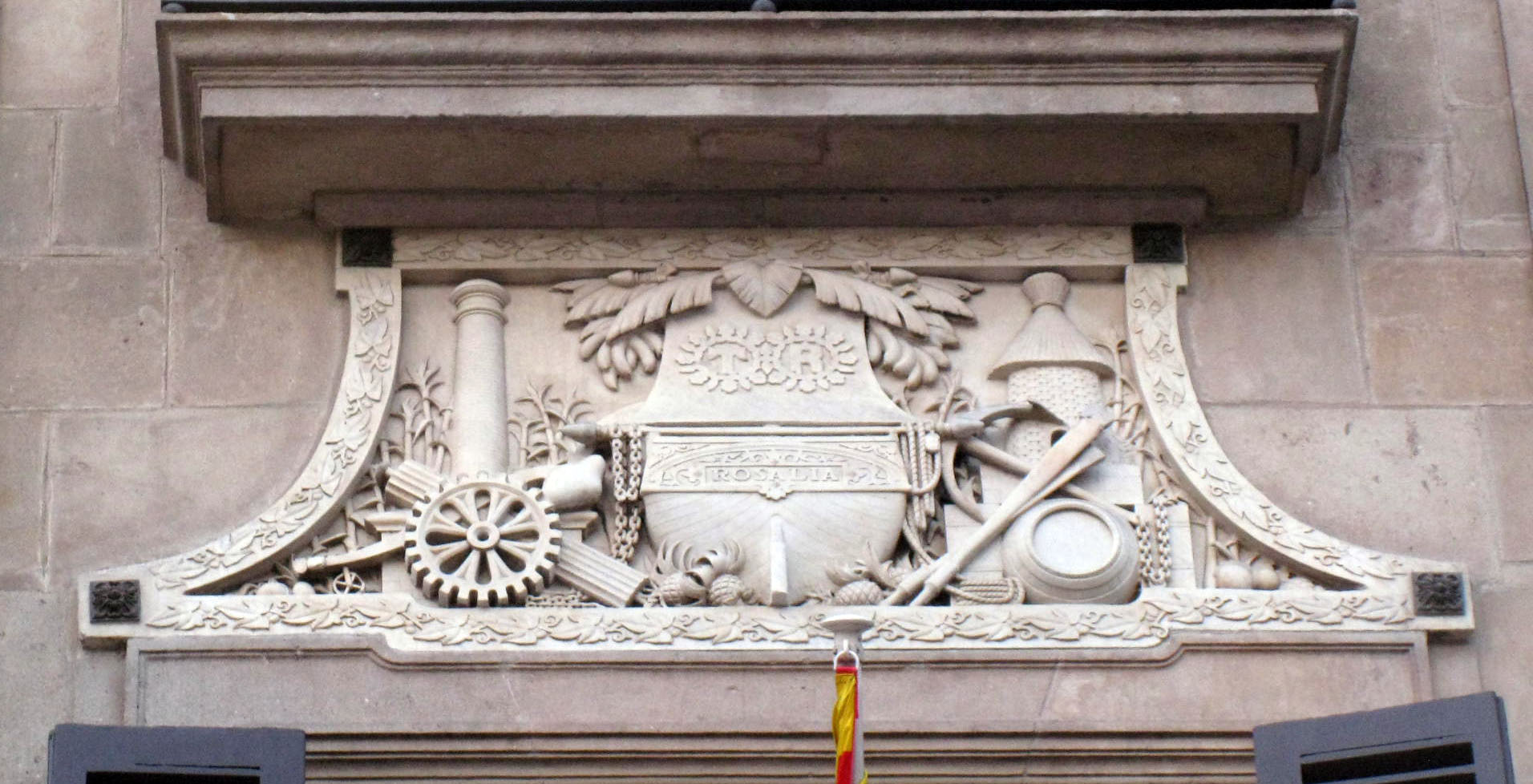
Relleu de Tomàs Ribalta

Ribalta morí el 1887, i el palau passà a mans del seu renebot cubà Juan de Dios Oña y Ribalta (1868-1916), que el 1892 el llogà al Banc d'Espanya per 40.000 pessetes anuals. Aquest n'encarregà la reforma als arquitectes Elies i Francesc Rogent, que hi construïren un àtic amansardat, cobriren el pati central amb una claraboia i enreixaren els finestrals de la façana, entre altres intervencions. El 1933, el Banc d'Espanya es traslladà a la Via Laietana, i després de la Guerra Civil, el palau fou llogat pel Movimiento Nacional, que hi instal·là la delegació provincial del Frente de Juventudes, i finalment, el 1972, l'adquirí a Joan de Déu Oña Ribot per 35 milions de pessetes.
El 1977, el palau passà a formar part del Patrimoni de l'Estat, i el 1981, fou traspassat a la Generalitat de Catalunya, que encarregà a l'arquitecte Carles Solsona i Piña una reforma (1982-1984) per tal d'instal·lar-hi el Departament de Cultura. D'altra banda, el conseller Max Cahner va encarregar als historiadors Manuel Arranz i Joan Fuguet Sans una monografia del palau, que es dugué a terme a partir d'un important fons documental i una exhaustiva anàlisi de l'edifici i el seu context historicoartístic.

## Descripció
El palau original en alçat comprenia planta baixa, planta noble, segon pis i una torratxa, actualment desapareguda. En una ampliació feta el segle xix s'hi afegí un àtic amansardat i un terrat a la catalana transitable. L'accés principal, que es fa des de la Rambla dona a un ample vestíbul i a un pati central. A més, dos celoberts procuren il·luminació i ventil·lació interior a les parets mitgeres. L'edifici té estructura de paral·lelepípede de base pròxima al quadrat, que mesura 37 per 30 m de planta i 17 m d'altura. Fou construït entre mitgeres i té dues façanes, una que mira a la Rambla i l'altra que donava a un jardí del darrere (avui aparcament). Ambdues van rebre un acurat tractament tant en el disseny com en els materials; tanmateix, la de la Rambla és considerada la principal.
En la composició de la planta i de les façanes, l'arquitecte Joan Soler i Faneca mostrà un excel·lent coneixement de la geometria i dels tractats italians i francesos de l'art de la construcció. Segons l'inventari post mortem, Soler posseïa una de les biblioteques més importants de Barcelona de llibres relatius a l'art i la tècnica de construir.

### Planta baixa
L'arquitecte dissenyà la planta en funció del pati central. A partir del centre d'aquest, i mitjançant la utilització de la secció àuria, establí un esquema en creu que determinà les mesures d'aquest pati amb galeria porticada, vestíbuls i espais reservats a les peces principals del davant i del darrere, tant dels baixos com de la planta noble. Seguint el perímetre del pati, que fa 9 m de costat, construí la porxada practicable, amb quatre arcs d'ansa-de-paner, un per costat com era habitual als patis catalans. El pla terrer fou cobert amb voltes bufades de maó de pla de tres gruixos recolzades en parets mestres i en arcs de mig punt i carpanells. En construir-lo més estret, no entrava la llum desitjable a l'interior; en conseqüència, per posar-hi remei, Soler obrí finestrals amples a la planta noble i al segon pis. Aquesta mancança es posà de manifest quan, l'any 1876, Tomàs Ribalta, nou propietari del palau, feu obrir dos patis menors de llum a l'interior.
Pel que fa al tractament donat als paraments del pati, l'arquitecte els revestí de carreuada encoixinada fins a la planta noble, on col·locà una cornisa de pedra que n'assenyalava el nivell, i una motllura, també de pedra, al coronament per remarcar la bona proporció. El pis amb mansardes que s'afegí a finals del segle xix, desproporcionà el pati; sortosament, la darrera restauració la recuperà, si més no visualment, en pujar a nivell del coronament una claraboia que les reformes del xix havien col·locat sobre la cornisa de la planta noble.
Una peça important de la planta fou l'escala magna que puja a la planta noble. Està situada dins de la galeria porticada, al costat nord del pati. La formen tres trams amples d'esglaons monolítics de marbre de Carrara. L'escala magna és un dels elements que mereixia més l'atenció de l'arquitecte; la situà dins de la galeria perquè no es veiés des del carrer i perquè el visitant, en pujar, pogués contemplar la peça més bella de la casa que era el pati. Sota mateix de la volta de l'escala arrenca una escaleta de servei (que portava a l'entresolat, ara desaparegut) que puja als diferents pisos i al terrat.
A la planta hi havia molts serveis, la cotxera (amb dos cotxes a la francesa i una merlina); les cavallerisses («ab quatre mules de cotxe» i una de sella); l'habitació del cotxer; la pallissa, el graner i el celler, etc. A l'entresolat (avui desaparegut), construït a tocar del jardí, entre la planta noble i el pla terrer, hi havien els menjadors i les cuines, a més d'habitacions per als servents i d'altres dependències. Segons els documents, en temps dels March, les actuals finestres de la planta que donen a la Rambla, eren portes de botigues per a llogar.

### Planta noble
L'esquema de distribució de la planta noble és el mateix de la planta baixa. Al voltant del pati distribuí les cambres amb alcova, les sales i els salons, les recambres, l'arxiu, la capella, etc. A les dues crugies que toquen a l'exterior -Rambla i jardí-, ordenades simètricament, hi ubicà les peces importants de la planta que eren les cambres amb alcova, separades per portes corredisses de cristall, els estrados i els salons on els senyors de la casa rebrien les visites. Actualment només conserven part de l'aspecte original, el saló principal del costat de la Rambla i la cambra amb alcova i porta corredissa, del costat de muntanya. El saló i la cambra conserven pintures al sostre i una xemeneia a la francesa, de marbre de Carrara, amb lluna al damunt. Les pintures del saló són dos plafons policroms, pintats al tremp, amb temàtica al·legòrica al·lusiva al comerç i a les arts, car hi ha representades dues esveltes divinitats amb atributs propis d'aquelles activitats, voltades d'amorets. Les del sostre de la cambra, que semblen de la mateixa mà, hi ha representats amorets músics, pintats en grisalles també al tremp. Probablement aquestes pintures foren obrades a finals del segle xviii, quan Francesc de March casà els fills.

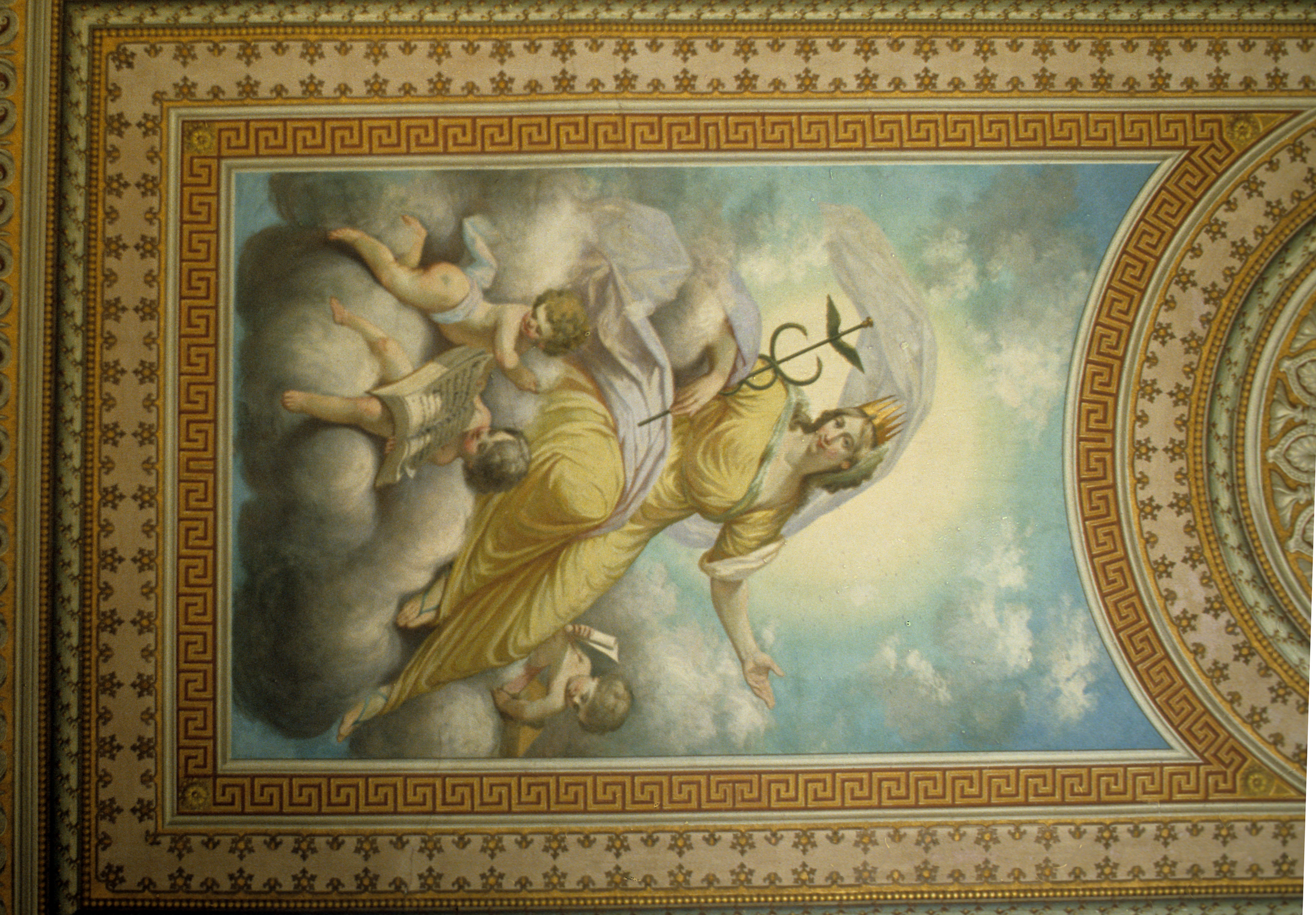
Plafó pintat del saló principal que dona a la Rambla
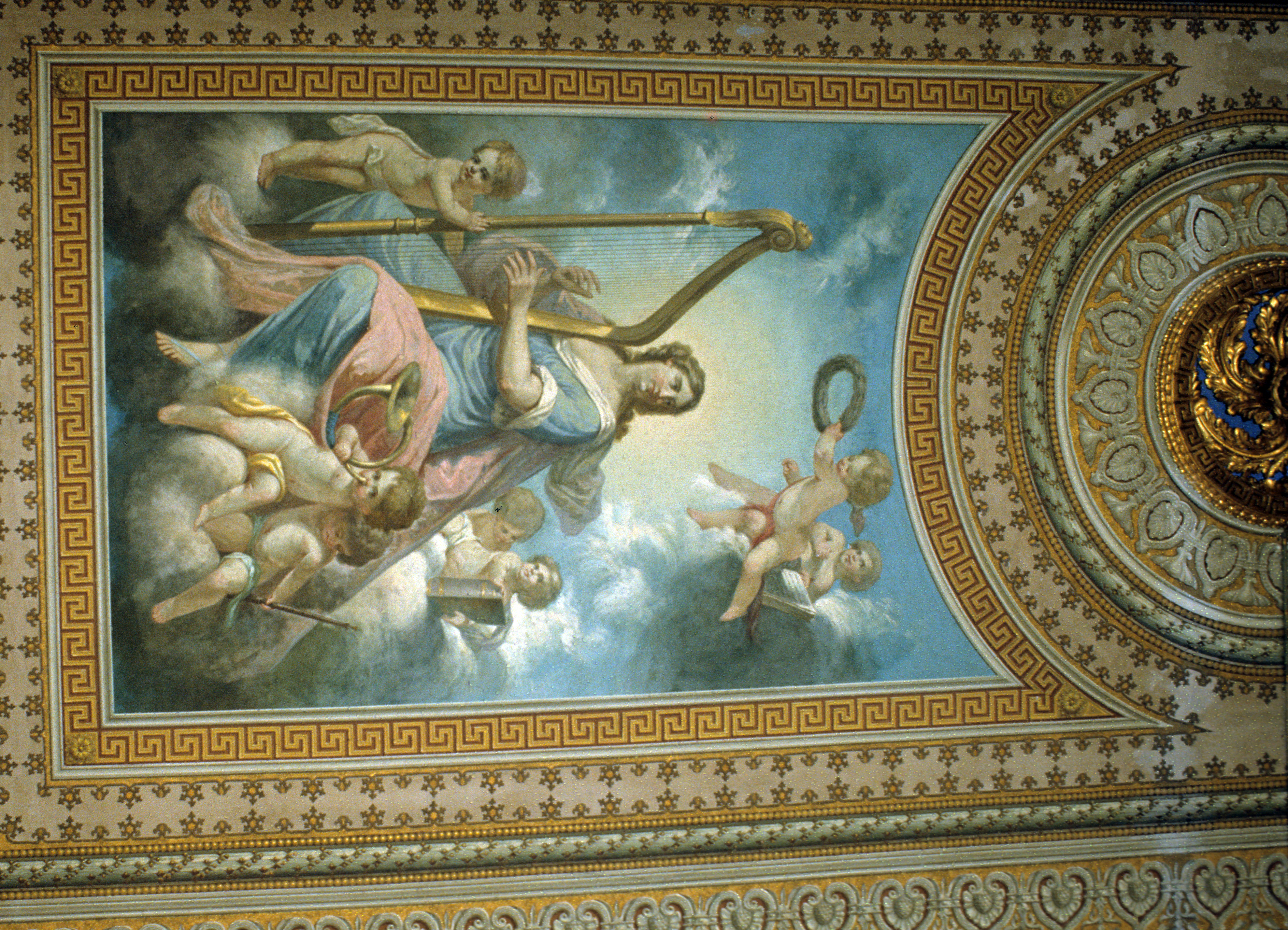
Plafó pintat del sostre del saló principal que dona a la Rambla
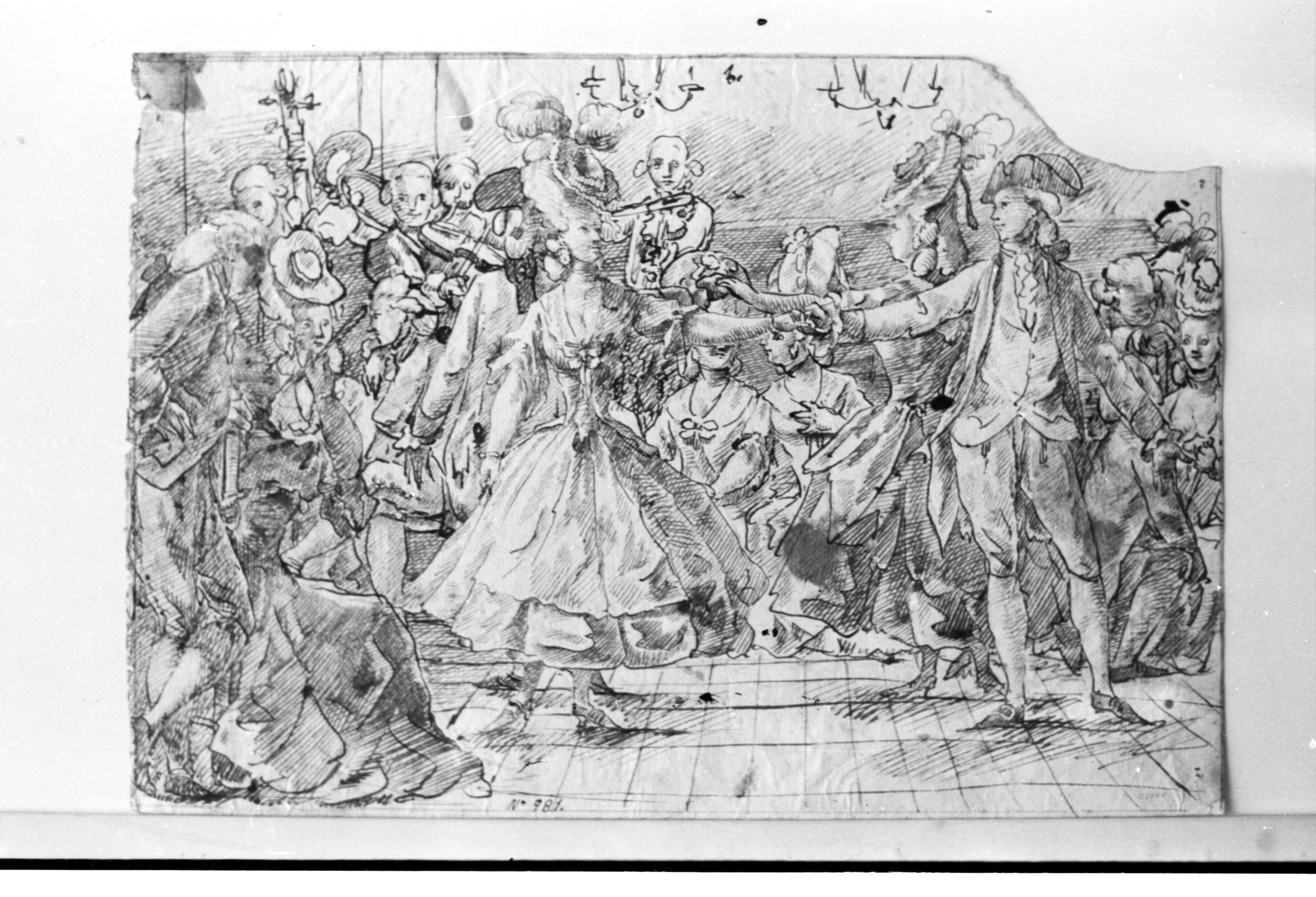
Dibuix atribuït a Manuel Tramulles, que ben bé podria representar un dels balls que, segons el Baró de Maldà, se celebraven al palau

A la part central de la crugia del jardí hi destacà una sala de planta octogonal que comunica amb el jardí. Els documents l'anomenen «salonet otxavat» i era l'espai idoni per a celebrar-hi festes i balls (que amb tota mena de detalls explica el Baró de Maldà al seu Calaix de sastre). D'aquest salonet estant, per l'escala doble, es podia baixar al jardí.

### Façanes
En el cas de les façanes, l'arquitecte va seguir criteris estètics de composició, aleshores en ús a França i a Itàlia, com l'ús dels quocients pitagòrics a l'hora de relacionar el tot i les parts. Això és fa palès sobretot a la façana de la Rambla, on posà en la proporció de 1:2 l'altura i l'amplada del frontispici, proporció que seguiren les portes i els balcons.
Pel que fa a l'estil, fou en aquesta façana de la Rambla on l'arquitecte mostrà amb més claredat la sobrietat i puresa neoclàssiques d'ascendència francesa. El conjunt és presidit per un cos vertical ressaltat al mig, on hi ha la porta i els balcons principals, mentre les portes i balcons secundaris se situaren simètricament, a un i altre costat, segons sis eixos que determinaren un ritme de 3-1-3. El fet d'haver-hi un nombre escarser de buits –set–, i dos parells de pilastres jòniques d'ordre monumental que arriben a l'entaulament del segon pis, feu ressaltar el cos del mig. Malgrat aquest detall d'inèrcia barroca, els trets neoclàssics són els més notables de la façana. Això es manifesta quan tendeix a desjerarquitzar els elements que formen el conjunt; quan dona èmfasi a l'horitzontalitat; quan substitueix els frontons del cos central i de les portes i finestres, per guardapols, com fan als palaus romans; quan emmarca la porta principal mitjançant pilastres emplafonades amb tríglifs enlloc de capitells d'un un ordre clàssic; quan remata la façana amb una cornisa i un fris que conté els antics respiralls de la solana del terrat.
La façana posterior, orientada a l'antic jardí, presenta unes característiques similars a la principal, per bé que s'ordena en tres plans diferenciats: la línia de façana, els dos cossos que la flanquegen i el cos central, que sobresurt de manera més acusada i presenta els angles aixamfranats. En aquest cas, els tríglifs que ornen les llindes dels finestrals de planta baixa sostenen un gran balcó de forja corregut que enfaixa tota la façana. I la segona planta no s'obre per mitjà de balcons ampitadors, sinó per finestres rectangulars de desenvolupament horitzontal. La porta d'accés al jardí, en el cos central, serveix de basament a dues pilastres jòniques d'ordre gegant similars a les de la façana principal.
Les façanes, com el pati interior, es bastiren de pedra tallada en tots els seus elements (parament pla i encoixinat i pilastres, capitells i entaulaments).

### Jardí penjat
El palau tenia a la part del darrere un magnífic jardí penjat, semblant al del palau Savassona (ara seu de l'Ateneu Barcelonès). S'hi accedia des del balcó central de la planta noble, façana posterior, mitjançant una graciosa escala doble de barana corbada. Al mig del jardí hi havia un brollador voltat de parterres i arbres. Va subsistir fins als anys 1950, en què el Frente de Juventudes, que aleshores hi tenia la seu provincial, el destruí per convertir-lo en una anodina pista poliesportiva.
En el decurs de la restauració del palau s'excavà la pista poliesportiva cercant les pedres que havien format la doble escala d'accés al jardí. Aquestes foren trobades i l'arquitecte hauria volgut restituir el jardí. Tanmateix, sembla que per manca de pressupost no es va dur a terme aquella obra i el pati fou destinat a garatge.